# Баязитова, Зифа Гаязовна
 Зифа Гаязовна Баязитова (род. 4 июня 1951, Кусеево, Башкирская АССР) — артистка Сибайского театра драмы, народная артистка Республики Башкортостан (1998). Член Союза театральных деятелей (1979).

## Биография
Баязитова Зифа Гаязовна родилась 4 июня 1951 года в д. Кусеево Баймакского района Башкирской АССР.
В 1973 году окончила УГИИ (курс Г. Г. Гилязева, Ф. К. Касимовой).
По окончании института работает в Сибайском государственном башкирском Театре драмы им. А. Мубарякова.

## Роли в спектаклях
Сария («Бөркөт ҡанаты» — «Крыло беркута» Г. Исхакова; дебют, 1973), Гульемеш («Байрамбикә» — «Байрамбика» Р. С. Янбулатовой), Амаль («Ҡара сәскәләр» — «Чёрные розы» В. Г. Галимова по одноим. роману С. Джемаля), Зилия («Илама, һылыу!» — «Не плачь, девчонка!» Н. Гаитбая), Ямал («Ҡыр ҡаҙҙары» — «Дикие гуси» Р. А. Сафина), Жихан («Башмагым»), Фёкла Ивановна («Өйләнеү» — «Женитьба» Н. В. Гоголя), Коринкина («Ғәйепһеҙ ғәйеплеләр» — «Без вины виноватые» А. Н. Островского), Фарида («Париж егете Әлфәнис» — «Альфанис, парень из Парижа» Л. В. Валеева).

## Награды и звания
- Заслуженная артистка Башкирской АССР (1988)
- Народная артистка Республики Башкортостан (1998)